# Albertus (lettertype)
Albertus is een schreeflettertype ontworpen door Berthold Wolpe in de periode van 1932 tot 1940 voor de Engelse letteruitgeverij  Monotype Corporation in Salfords, Redhill.
Wolpe vernoemde het lettertype naar de dertiende-eeuwse Duitse filosoof en theoloog Albertus Magnus.
Wolpe genoot een opleiding als metaalgraveur.
Wolpe begon met zijn creatie van het lettertype Albertus in 1932.
Aanvankelijk bij de uitkomst ervan in 1935, bestond het uit kopletters (grote hoofdletters).
Later in 1938 zijn een romein boven- en onderkast tekenset, weer later een cursief tekenset toegevoegd.
In 1940 kwam er ook een light tekenset bij.
Dit lettertype was enkel in "display"-matrijzen leverbaar, deze werden op de Super-caster of "Supra" gegoten:
- 324: Albertus Titling roman (1935)[1]

14 pt line T-1848, 18 pt line T-2363, 24 pt line T-3166, 36 pt line T-4754
48 pt line T-6418, 60 pt line T-8070, 72 pt line T-9680
- 481: Albertus roman (1938)[2]

14 pt line T-1533, 18 pt line T-1985, 24 pt line T-2652, 30 pt line 3255, 36 pt line T-3974,
42 pt line T-4675, 48pt line T-5358, 60 pt line T-6720, 72 pt line T-8070
- 534: Albertus Light roman (1940)[3]

alleen in 24 pt line .2652
- 538: Albertus Bold Titling roman (1940 ?)[4]

14 pt line T-1848, 18 pt line T-2363, 24 pt line T-3166, 30 pt line T-3884, 36 pt line T-4754,
42 pt line T-5606, 48 pt line T-6418, 60 pt line T-8070, 72 pt line T-9680

## Eigenschappen

### Albertus
Het lettertype Albertus doet denken aan in brons gegraveerde tekens, wordt daarom volgens de Vox-indeling gerekend bij de "inciezen".
Albertus heeft lichte eigenaardige schreven.
Karakteristieken:
- De hoofdletter 'U' heeft een stam aan de rechterkant, gelijkvormig aan kleine letter 'u'
- De kleine letters 'e' en 'g' hebben grote open kommen
- Cijfers zijn tabelcijfers die op de regel staan

### Albertus Pro
Dit lettertype kwam uit in augustus 2007.
Deze familie ondersteunt Adobe ISO 2, Adobe CE, Latin Extended tekensets.
Daarnaast heeft de OpenType variant extra tekens per nationaliteit.

## Toepassingen
Albertus is onder meer gebruikt:
- op Britse munten;
- in titels van films Escape from New York;
- in logo's van de bands Coldplay en The Veils;
- in het logo van het Endless bikers MTB-team.
- op de cd-albums Hergest Ridge, Ommadawn en Platinum van Mike Oldfield;
- een aangepaste versie van Albertus werd gebruikt in de Britse tv-serie The Prisoner uit 1967.